# Juan de Cáceres y Ulloa
Juan de Cáceres y Ulloa (1618–1682) era un noble español y músico, que sirvió como organista del Gran órgano Walcker de la Catedral Metropolitana de Buenos Aires. Fue uno de los primeros músicos originarios del Río de la Plata, junto con Juan Vizcaíno de Agüero.

## Biografía
Cáceres nació en Buenos Aires, hijo de Alonso de Cáceres y María Coutinho, perteneciendo a una familia noble criolla de raíces españolas y portuguesas. Su abuelo paterno era Felipe de Cáceres, quién sirvió como gobernador interino de Paraguay entre 1565 y 1572. Su madre María, era hija de Juan López e Isabel de Melo Coutinho, siendo esta última, una mujer noble descendiente de Vasco Fernandes Coutinho y Pedro Álvarez Holguín.
Juan de Cáceres y Ulloa era un discípulo de Juan Vizcaíno de Agüero, como organista del Gran órgano Walcker de la Catedral Metropolitana de Buenos Aires.. Fue contratado en el puesto de organista de la iglesia, con un salario de 100 pesos al año, en sustitución de Agüero. Tomó el control sobre el órgano y el canto llano de la Catedral, y se mantuvo allí durante un periodo de casi 30 años.